# Barbara Rosenblum
Barbara Rosenblum (geboren 9. April 1943; gestorben 14. Februar 1988) war eine US-amerikanische Soziologin.

## Leben
Barbara Rosenblum war die Tochter jüdischer osteuropäischer Einwanderer, die in den USA zusammentrafen und dort heirateten. Der Großteil ihrer Verwandten in Europa wurde Opfer des Holocaust. Ihre Eltern bestritten in New York ihren Lebensunterhalt als Arbeiter und mit einem kleinen Ladengeschäft, in dem Barbara seit ihrem zehnten Lebensjahr mithelfen musste, auf Grund ihrer Armut erhielten sie eine Sozialwohnung. Rosenblum begann nach der High School mit einem Stipendium ein Studium am Brooklyn College, aus dem sie nach einem Jahr ausschied und sich die nächsten sechs Jahre in der Musikszene von Greenwich Village als dropout durchschlug. 1967 unternahm sie einen neuen Anlauf an der Northwestern University mit einem Studium der Sozialarbeit. Sie änderte später ihren Studienschwerpunkt und forschte für ihre Dissertation über die Arbeit von Fotografen und wurde damit 1973 promoviert.
Rosenblum erhielt eine Assistenzprofessur für Soziologie an der Stanford University und am Vermont College of Fine Arts, lehnte aber eine angebotene Festanstellung ab.
1985 erreichte sie die Diagnose Brustkrebs. Sie schrieb mit ihrer Lebenspartnerin Sandra Butler ein Tagebuch über ihr Sterben, das postum veröffentlicht wurde und 1992 einen Lambda Literary Award erhielt.
In ihrem Namen wird von der Organisation Sociologists for Women in Society seit 2015 jährlich ein Stipendium vergeben.

## Schriften
- Foster homes and adolescents : a research report. o. J., Nachweis bei Toronto Public Library
- Artists, alienation and the market
- Style as Social Process, in: American Sociological Review, Vol. 43, No. 3 (Jun., 1978), S. 422–438
- Photographers at Work: A Sociology of Photographic Styles. New York : Holmes & Meier, 1978
- Jo Spence: Putting Myself in the Picture: A Political, Personal and Photographic Autobiography. Rezension. In: Feminist review, 1988, S. 151–154
- Sandra Butler, Barbara Rosenblum: Cancer in two voices. San Francisco : Spinsters Book, 1991